# Cray X-MP
El Cray X-MP fue un supercomputador diseñado, construido y producido por Cray Research. Fue la primera computadora de procesador vectorial, memoria compartida y proceso paralelo de la compañía. Fue el sucesor de 1982 del Cray-1 de 1976, y el computador más rápido del mundo entre 1983 y 1985. El principal diseñador fue Steve Chen.

## Descripción

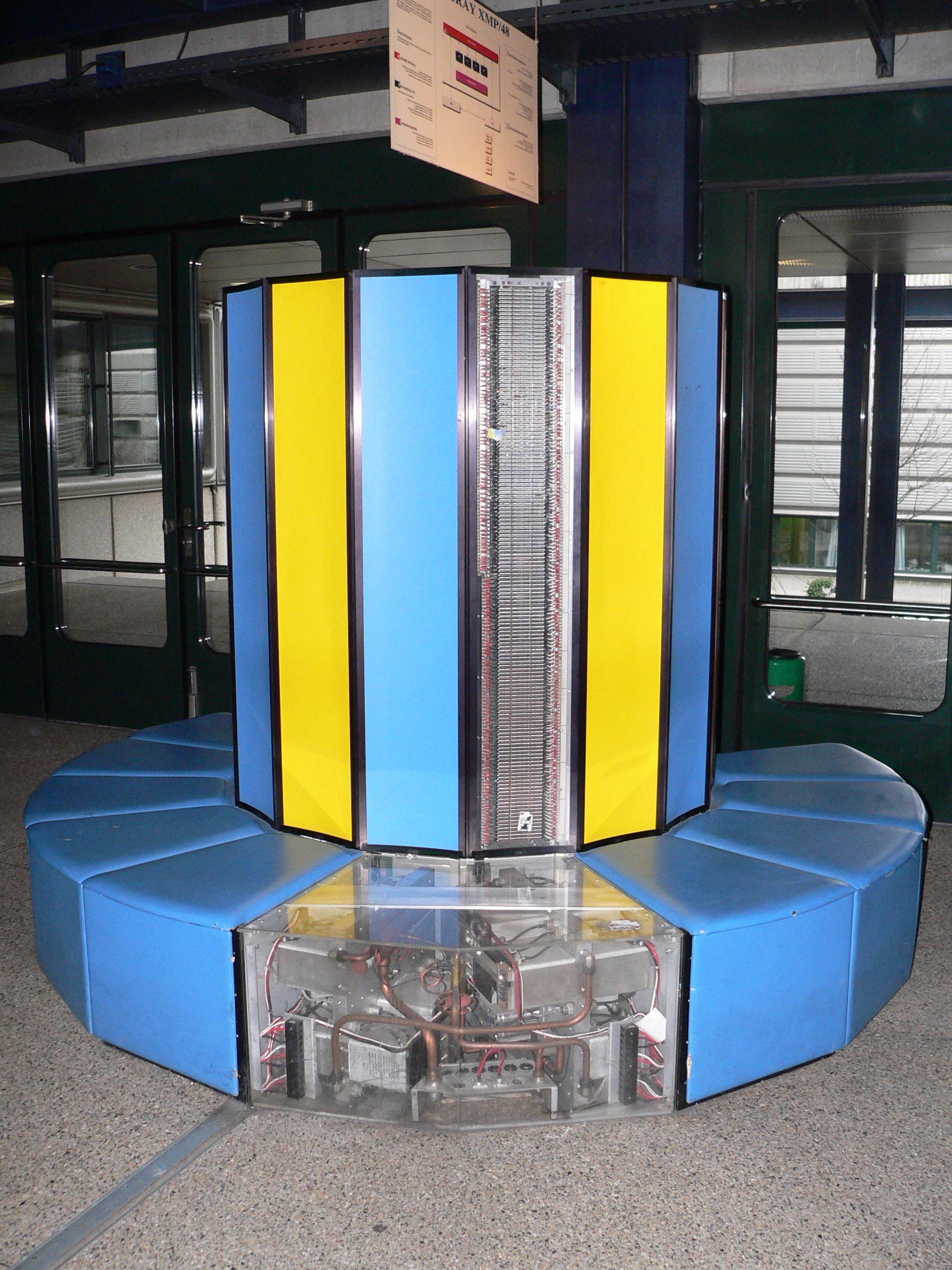
El CERN CRAY-XMP48 exhibido en la EPFL en Suiza.

El X-MP compartía el diseño en "herradura" de las máquinas anteriores y tenía un aspecto externo casi idéntico. Los procesadores inicialmente corrían a una velocidad de reloj de 9,5 nanosegundos (105 MHz) (comparados con los 12,5 ns del Cray-1A), desarrollando una velocidad teórica de 200 megaflops por procesador, y 400 megaflops para la máquina original de dos procesadores de 1982. Otras mejoras sobre el Cray-1 incluían: mejoras en el soporte de encadenamiento y acceso a la memoria compartida con puertos múltiples por procesador.
Cray Research continuó expandiendo el X-MP por varios años. El X-MP/48 (1984) conteneía 4 CPUs con una velocidad pico teórica de más de 800 megaflops. El X-MP/48 también introdujo instrucciones de referencia de memoria para la dispersión/reunión de vectores. La velocidad del reloj fue mejorada a 8,5 ns (117 MHz), dando un rendimiento pico por CPU de más de 230 MFlops[cita requerida]. El tamaño de la memoria fue aumentando con el paso del tiempo, culminando con las máquinas serie X-MP/EA (1986) que ofrecían el nuevo direccionamiento de 32 bits del nuevo Cray Y-MP, como adicional al viejo direccionamiento compatible de 24 bit del Cray-1.
El sistema originalmente corría el sistema operativo propietario Cray Operating System (COS) y era compatible con el código objeto del Cray-1. El UNICOS (un derivado del UNIX System V) corría como un sistema operativo huésped. El UNICOS se convirtió en el principal SO a partir de 1986. El DOE en su lugar usó el SO Cray Time Sharing System. El Cray X-MP fue usado para renderizar la película "The Adventures of André and Wally B.", un cortometraje de Lucasfilm Computer Graphics Project, el cual luego se convertiría en Pixar Animation Studios. El Cray X-MP fue usado también para renderizar los gráficos de The Last Starfighter.

## Configuraciones

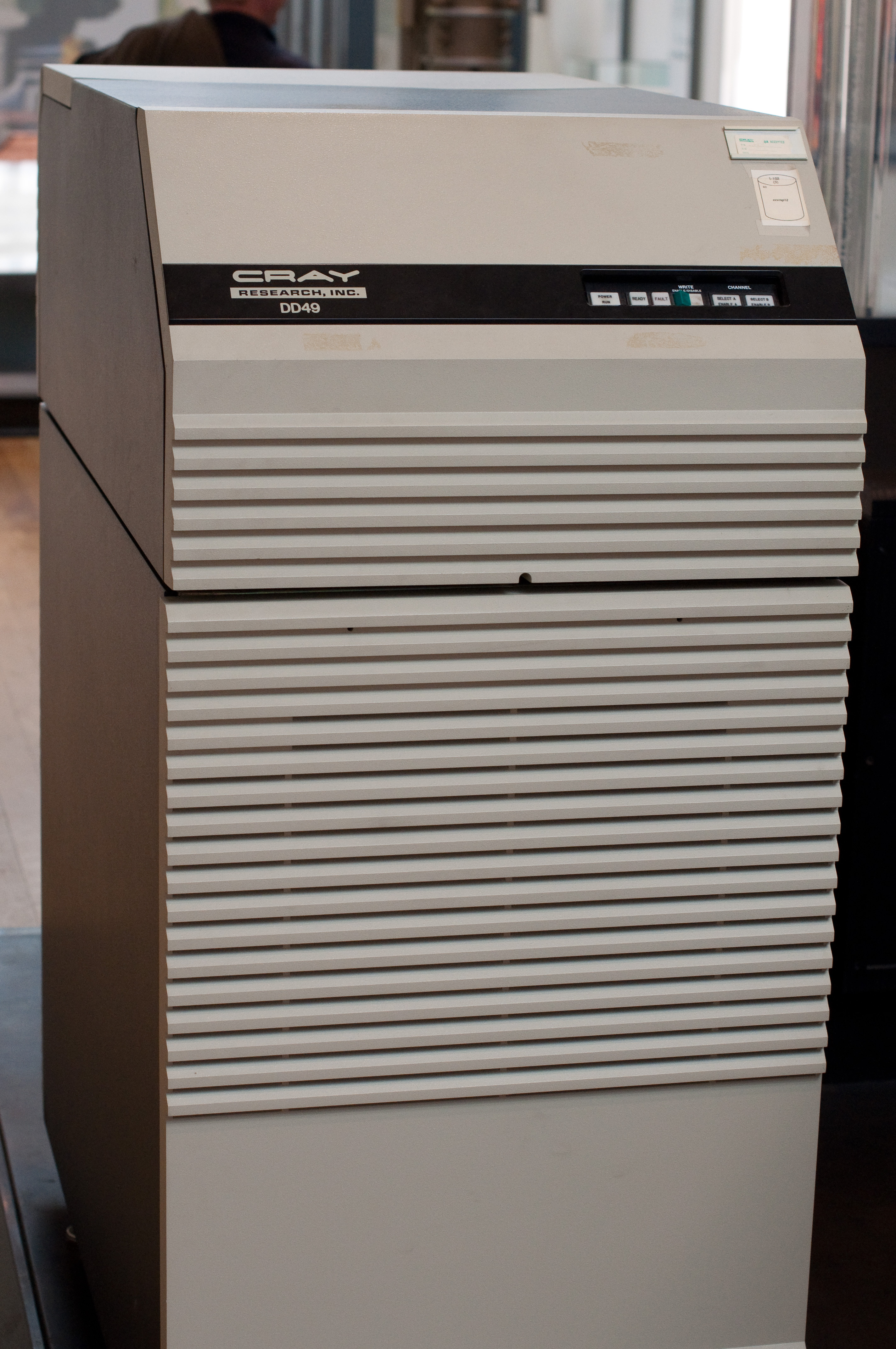
Cray DD-49

El X-MP era vendido con uno, dos o cuatro procesadores y con una memoria principal RAM de 16 a 128 MB direccionables (mientras que la capacidad inicial estaba limitada a 128 MB con un registro de direccionamiento de 24 bit, la arquitectura de memoria extendida posterior de XMP/EA ampliaba la memoria direccionable a un tamaño teórico de 16 GB, en la práctica la memoria más grande producida fue de 512 MB). El XMP/EA tenía un reloj de 8,5 nanosegundos, siendo capaz de alcanzar un rendimiento pico teórico de 942 megaflops. En comparación con una moderna CPU, el X-MP tenía menos de la mitad de la "fuerza bruta" de una consola Xbox de Microsoft, o menos del 8% de un Intel Core 2 Duo E6700 (12,53 gigaflops)[cita requerida].
El subsistema de E/S podía tener dos o cuatro procesadores de E/S con un total de dos a treinta y dos unidades de disco. Los discos duros DD-39 y DD-49 almacenaban cada uno 1,2 GB con tasas de transferencia de 5,9 MB/s y 9,8 MB/s respectivamente. Opcionalmente estaba disponible una unidad de estado sólido con capacidades de 256, 512 o 1024 MB y tasas de transferencia de 100 a 1000 MB/s por canal.
Un X-MP/48 de 1984 costaba unos 15 millones de dólares más el costo de las unidades de disco, y en 1985 los Laboratorios Bell compró un Cray X-MP/24 por $10,5 millones junto a ocho unidades DD-49 de 1,2 GB por un millón adicional. También recibió un crédito de 1,5 millones por su Cray-1.

## Galería de imágenes

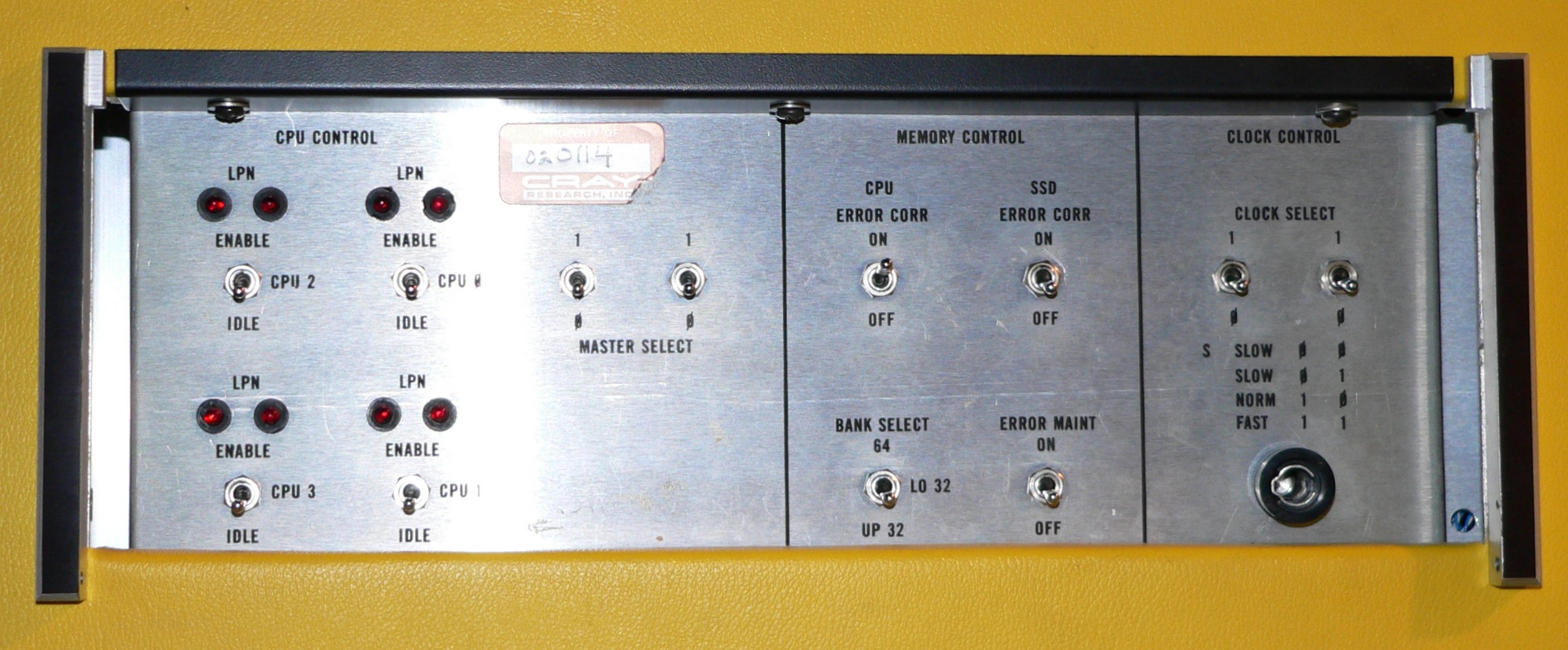
Panel de control del CRAY-XMP48
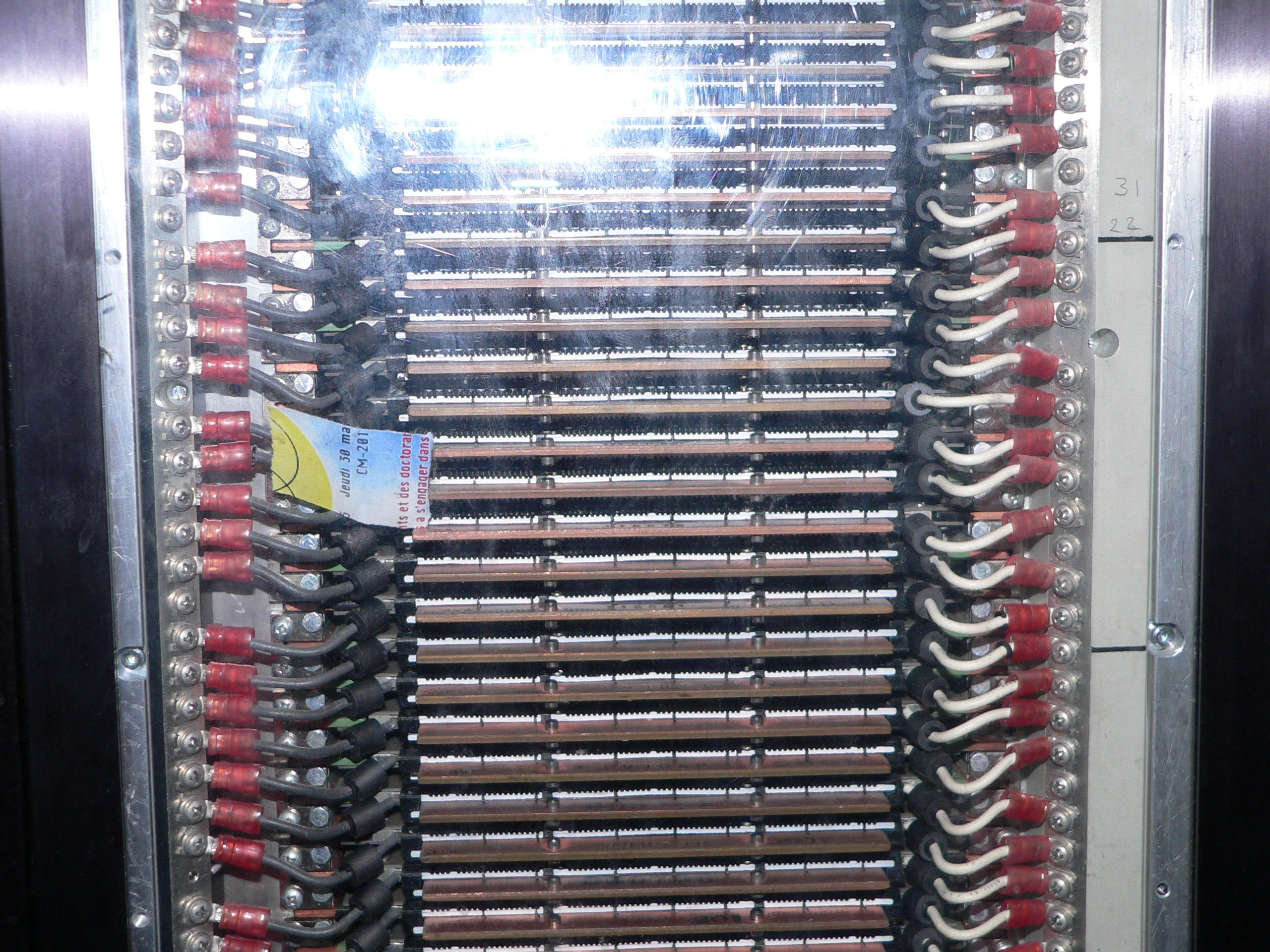
Placas lógicas del CRAY-XMP48
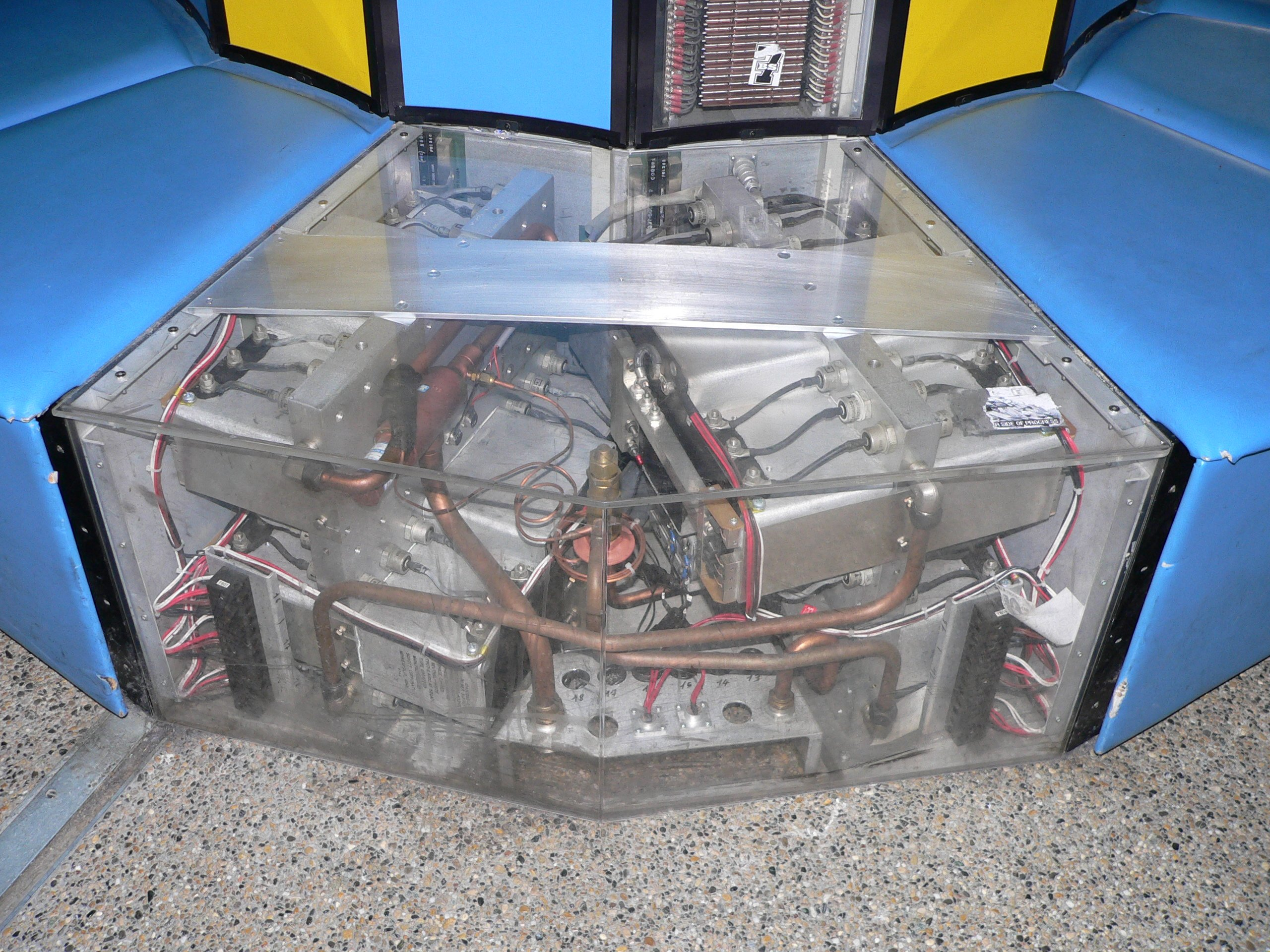
Sistema de refrigeración del CRAY-XMP48
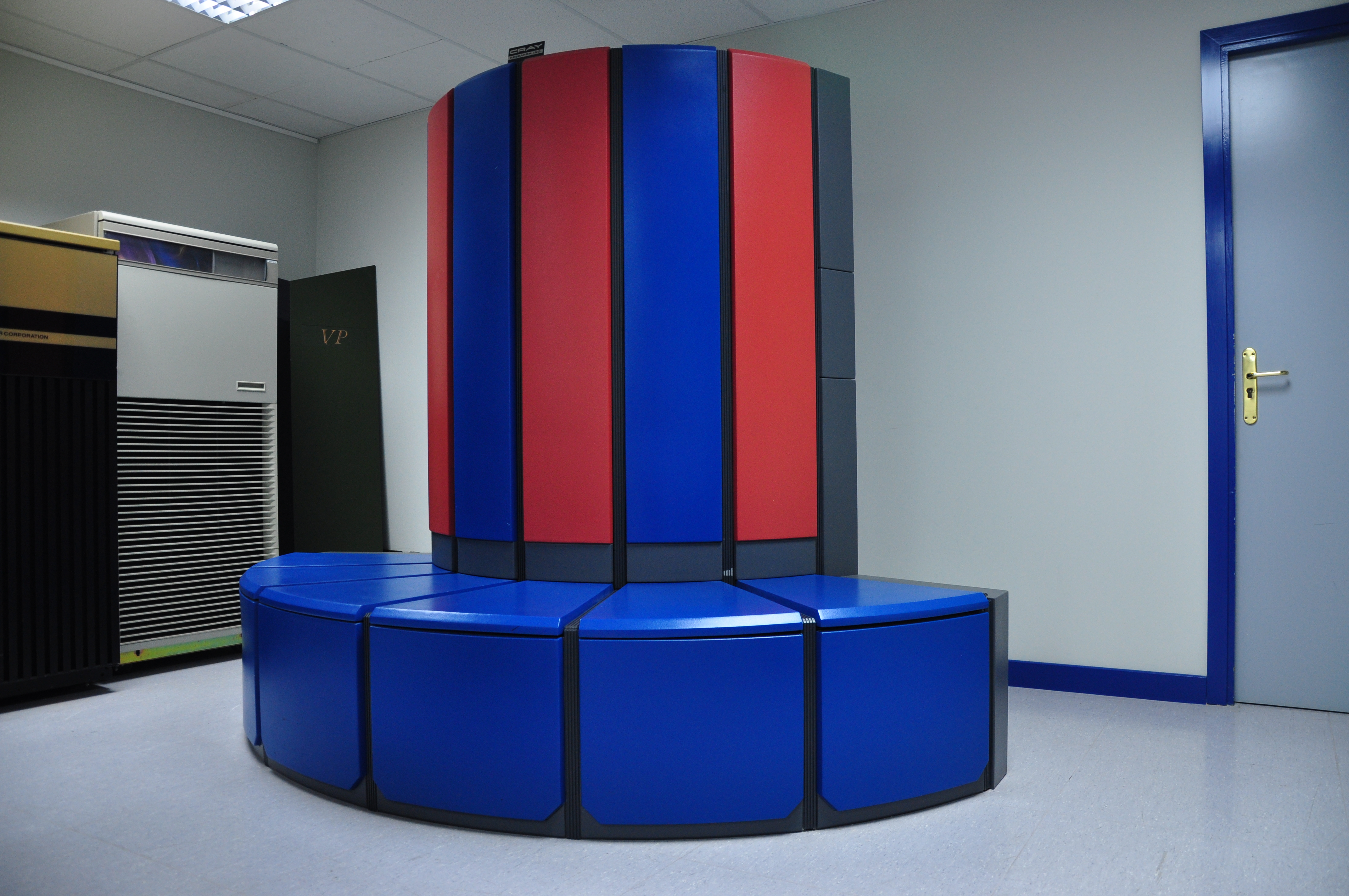
CRAY-XMP-EA en el museo del CSUC en Barcelona
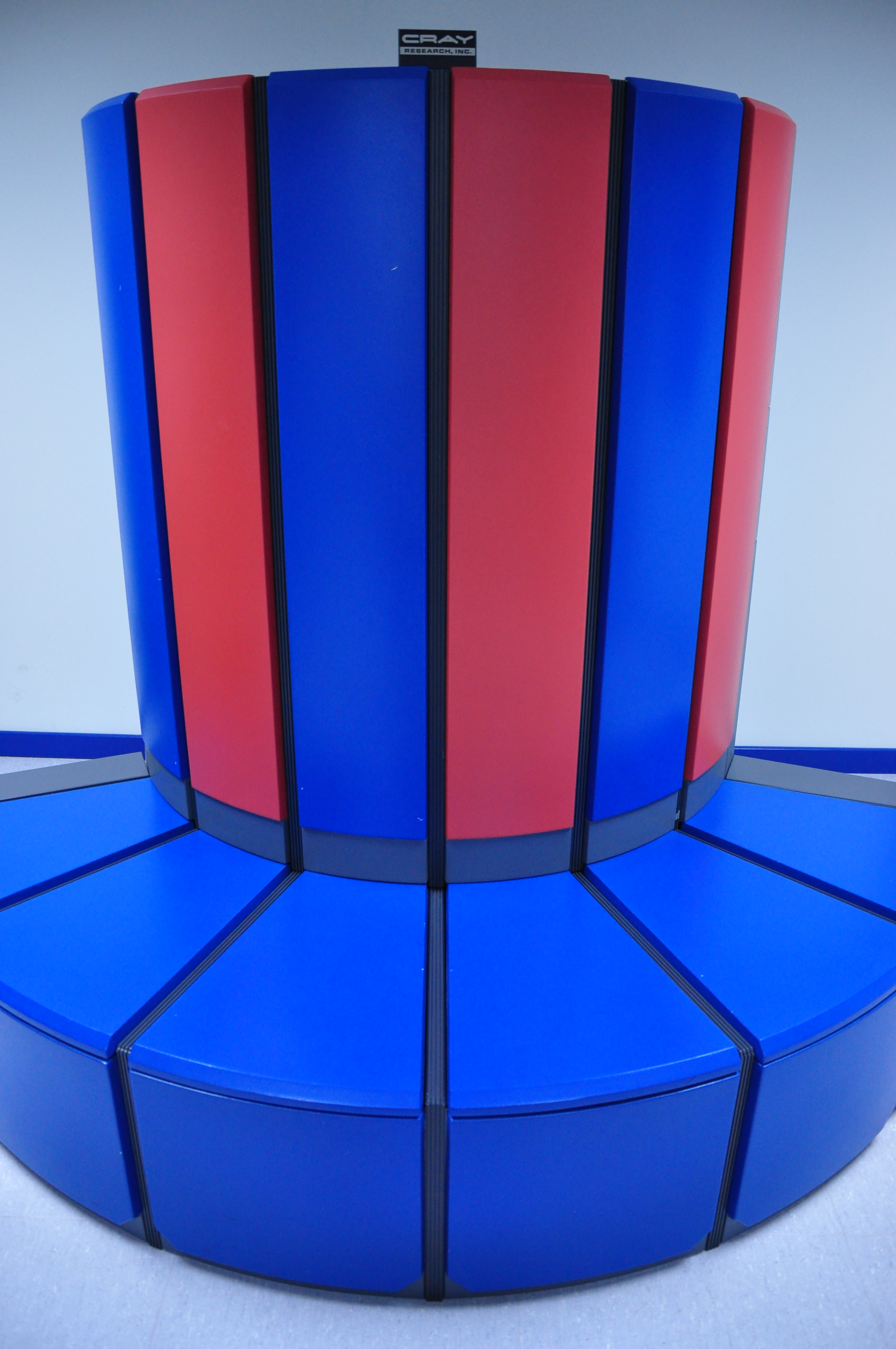
CRAY-XMP-EA en el museo del CSUC en Barcelona

## Sucesores
El Cray-2, un diseño completamente nuevo, fue introducido en 1985. Era diseño compacto muy diferente de cuatro procesadores y diseñado con una memoria principal de 512 MB a 4 GB, estaba pensado para alcanzar 500 megaflops pero era más lento que el X-MP en determinados cálculos debido a la alta latencia de su memoria (En 1986 un X-MP/48alcanzó la velocidad de 713 megaflops con una prueba LINPACK estandarizada).
El X-MP fue seguido por la serie Cray Y-MP, la cual fue vendida a partir de 1988; también tenía un nuevo diseño, reemplazando el diseño de matriz de 16 compuertas con un diseño de placas más grandes con circuitos integrados VLSI más compactos. Era una mejora mayor del X-MP con hasta ocho procesadores.

## En la cultura popular
- La naturaleza de procesador paralelo X-MP y su habilidad para resolver ecuaciones de múltiples variables en forma simultánea recibió rápidamente una mención honorable en la novela de Tom Clancy La caza del Octubre Rojo, cuando 'Skip' Tyler usa la máquina X-MP de la USAF para determinar el rendimiento y las características sonoras del October para Jack Ryan en nombre de la CIA, a cambio del beneficio de evaluar el submarino en caso de que sea capturado. El X-MP resuelve el programa de múltiples variables y sus permutaciones posibles en menos de 15 minutos, lo que sigue siendo un excelente rendimiento digital.

- El X-MP y su sucesor, el Y-MP, fueron responsables de la génesis de las películas de gráficos computarizados 3D como entretenimiento, en el periodo 1975-1987. La película The Last Starfighter dependió en gran medida (en ese entonces) los grandes modelos poligonales con efectos de iluminación compleja, prestaciones que fueron posibles gracias al uso de estas supercomputadoras. Las técnicas y rutinas de software pioneras para esta películas se han extendido y convertido en productos básicos para la renderización de gráficos computacionales 3D en aplicaciones profesionales de nivel internacional.

- Una computador con forma de herradura al estilo X-MP actúa como un mueble para Robert Redford y Ben Kingsley en la película de hacker-thriller Sneakers.

- En la novela Parque Jurásico de Michael Crichton, tres Cray X-MP proveen la potencia de cálculo al parque; pero en la película son reemplazadas por un sistema Thinking Machines. También en Jurassic Park: Trespasser, un Cray X-MP (presentación) es la supercomputadora de apoyo del Enclave B.

- En la novela Life after Genius de M. Ann Jacoby (ISBN 978-0-446-19971-1), el personaje principal usa un X-MP en los Laboratorios Bell en New Jersey para calcular 1.500 millones de ceros de la función zeta de Riemann. De hecho, 1.500 millones de ceros fueron calculados por van de Lune, te Riele and Winter (1986), pero por un supercomputador CDC Cyber en Ámsterdam.

### Fuente
- Esta obra contiene una traducción  derivada de «Cray X-MP» de Wikipedia en inglés, publicada por sus editores bajo la Licencia de documentación libre de GNU y la Licencia Creative Commons Atribución-CompartirIgual 4.0 Internacional.

- Datos: Q266882
- Multimedia: Cray-XMP48 / Q266882